# Maoripetrell
Maoripetrell (Pterodroma cookii) är en fågel i familjen liror inom ordningen stormfåglar som förekommer i Stilla havet.

## Kännetecken
Maoripetrell är en relativt liten Pterodroma-petrell med en kroppslängd på 26 centimeter. Den är  vit under och ljusgrå ovan, och mycket lik whakaupetrellen (P. pycrofti) och långnäbbad petrell(P. stejnegeri), men är mer ljushövdad, mer grå ovan och tydligare mörka band samt ljusare yttre stjärtpennor.
Allra mest lik är den dock robinsoncrusoepetrellen (P. defilippiana) som ibland behandlas som underart till cookpetrell och dessa vara omöjliga att skilja åt i fält. Robinsoncrusoepetrellen har dock något större näbb, mindre vitt på stjärtpennorna samt mer kontrasterande mörk fläck kring ögat. I flykten rör den sig snabbt och kastande, likt en fladdermus, och följer i vanliga fall inte efter fartyg.
Maoripetrellen verkar vara tystlåten till havs. Vid häckplatserna hörs nattetid och i flykten ett rätt nasalt, andlikt "kek-kek-kek" eller "nga-nga-nga", ibland i långa serier. På marken avger den inget annat än ett högljutt spinnande läte.

## Utbredning och systematik
Fågeln häckar enbart på några öar utanför Nya Zeeland: Codfish samt Lilla och Stora Barriäröarna. Efter häckningsperioden mellan oktober och april sprider den sig över östra och norra Stilla havet, i norr ända till Aleuterna och österut till Baja California. Den behandlas som monotypisk, det vill säga att den inte delas in i några underarter.

## Levnadssätt
Maoripetrellen häckar i bohålor på beskogade åsar och branta sluttningar, på 300–700 meters höjd på Little Barrier Island och 4-350 på Codfish Island. Tidigare häckade den i passande miljö genom hela Nya Zeeland. Den lever huvudsakligen av bläckfisk, kräftdjur och småfisk.

## Status
Världspopulationen uppskattas till runt 670 000 individer, varav nästan alla häckar på Lilla Barriärön. Efter att ha minskat kraftigt till följd av predation av invasiva arter som polynesisk råtta, katt och wekarall ökar nu beståndet igen. På Lilla Barriärön har ungarnas överlevnad ökat från 5% till 80% sedan invasiva arter avlägsnats från ön. IUCN kategoriserar arten därför numera som sårbar.

## Namn
Fågelns vetenskapliga artnamn hedrar James Cook (1728-1779). Fram tills nyligen kallades den ’’cookpetrell’’ även på svenska, men justerades 2023 till ett mer informativt namn av BirdLife Sveriges taxonomikommitté. På svenska har arten i litteratur även kallats Cooks petrell.

## Bilder

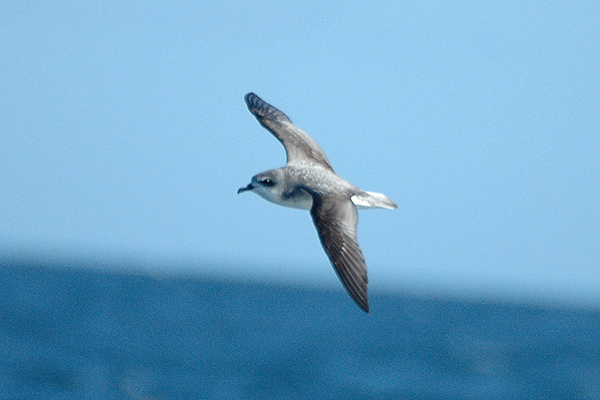
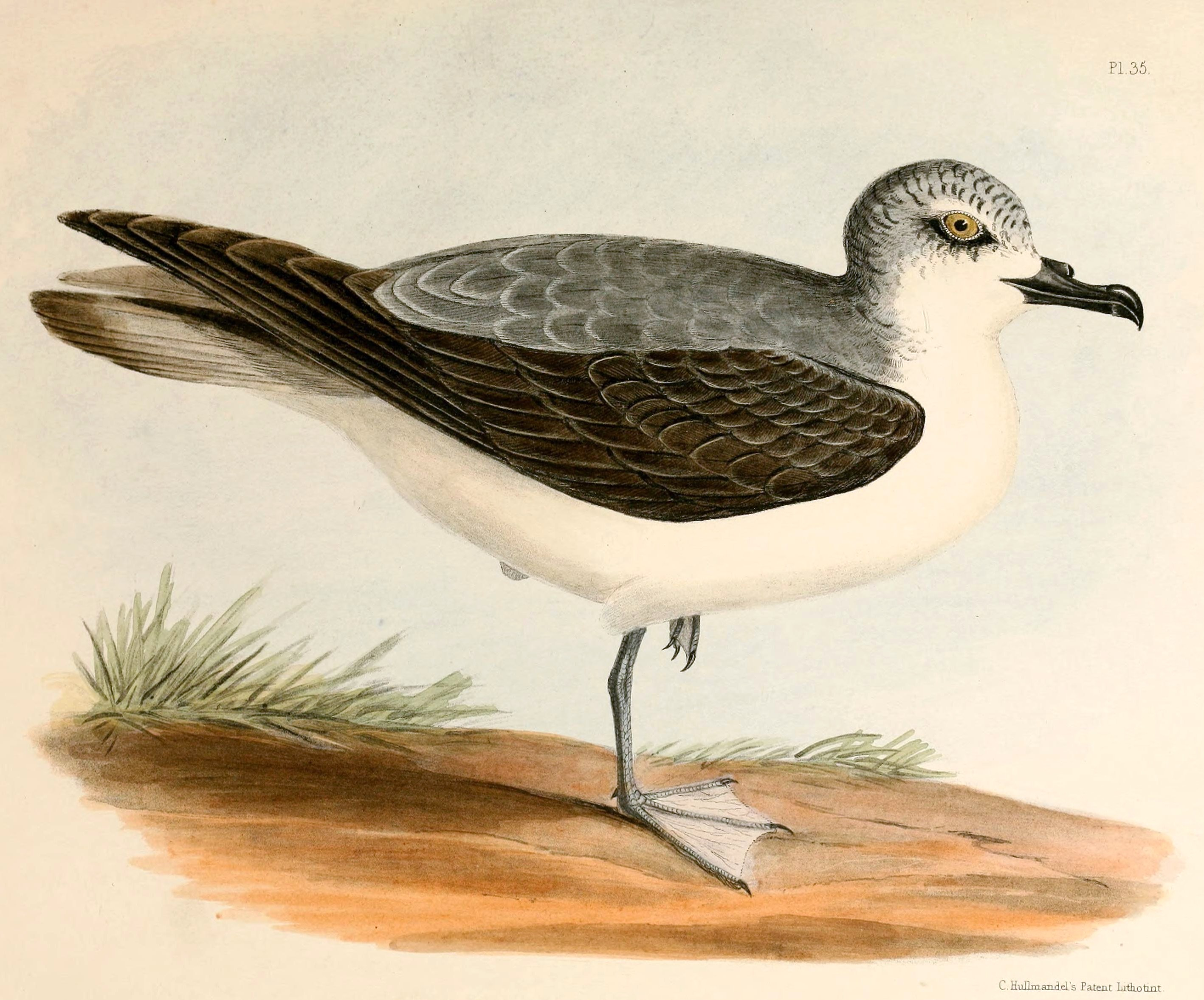